# Tjukarka
Tjukarka (bulgariska: Чукарка) är ett distrikt i Bulgarien.   Det ligger i kommunen Obsjtina Ajtos och regionen Burgas, i den östra delen av landet, 300 km öster om huvudstaden Sofia.
Trakten runt Tjukarka består till största delen av jordbruksmark. Runt Tjukarka är det ganska glesbefolkat, med 36 invånare per kvadratkilometer.